# Nyamiha

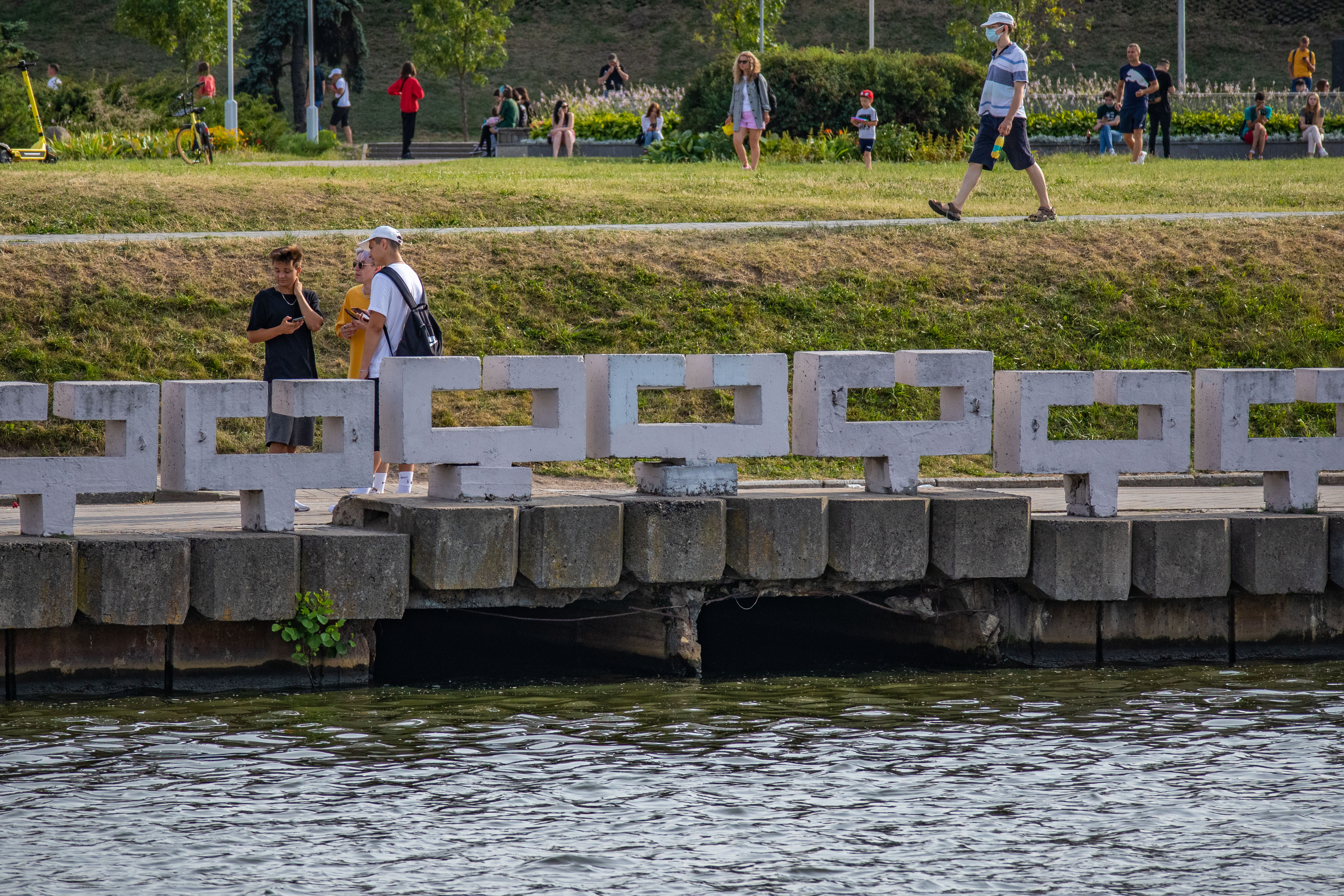
Tuberías subterráneas con el Nyamiha desembocando en el Svislač

El Nyamiha (en bielorruso: Няміга, [nʲaˈmʲiɣa]; en ruso: Немига, Nemiga, [nʲɪˈmʲiɡə]) es un río en Minsk. Hoy está contenido dentro de una alcantarilla fabricada. Desemboca en el Svislach.
La primera mención del río en las crónicas históricas está relacionada con la desastrosa batalla en el río Nemiga, que tuvo lugar aquí en 1067, cuando las fuerzas del príncipe de Kievan Rus derrotaron a las fuerzas del principado de Polatsk. La epopeya medieval The Tale of Igor's Campaign se refiere a las "sangrientas orillas del río de Nyamiha".
Líneas de la famosa epopeya detallan la batalla:
En el Nemiga las gavillas extendidas son cabezas, los mayales que trillan de acero, las vidas están tendidas en la era,
las almas son aventadas de los cuerpos. Los sangrientos bancos de Nemiga no están bien sembrados con los huesos de los hijos de Rusia.
Durante mucho tiempo fue el segundo río más grande que atravesaba Minsk, hasta que se adaptó a su ubicación urbana mediante la contención dentro de una red de tuberías. Una parte del río se encauzó en 1926 y el resto en 1955. Hoy en día, el río es una característica menor del entorno de la ciudad, y el nombre Nyamiha se refiere más comúnmente a la calle de arriba.
La calle Niamiha es parte de un distrito comercial famoso por su artesanía en ámbar .La estación de metro Nyamiha en la calle fue el sitio de una estampida humana el 30 de mayo de 1999.
Otro incidente en la calle Nyamiha ocurrió el 25 de julio de 2004, cuando un aguacero de dos horas en Minsk provocó el desbordamiento de las alcantarillas pluviales. La calle Nyamiha y sus alrededores se inundaron.

## Trivialidades
En lituano nemiga significa insomnio.